# 데술푸로콕쿠스 아밀로리티쿠스
데술푸로콕쿠스 아밀로리티쿠스는 데술푸로콕쿠스속에 속하는 한 종이다.